# Степной (Шпаковский район)
Степной — посёлок в Шпаковском муниципальном округе Ставропольского края России.

## География
Расстояние до краевого центра: 43 км.
Расстояние до районного центра: 48 км.

## История
Решением исполкома Михайловского районного совета от 25 апреля 1959 года производственному участку № 4 овцесовхоза «Темнолесский», Темнолесского сельсовета, присвоено наименование посёлок Степной.
В июне 1962 года посёлок Степной вошёл в состав вновь образованного Цимлянского сельсовета с центром в посёлке Цимлянском. В феврале 1963 года Степной вместе со остальными населёнными пунктами сельсовета был передан из упразднённого Михайловского района в состав Шпаковского района Ставропольского края.
На карте Генштаба ВС СССР 1985 года издания для посёлка Степной указана численность населения около 80 человек. В 1991 году, по информации на сайте администрации сельсовета, в посёлке насчитывалось 24 двора и 78 жителей.
В 1997—2020 гг. Степной входил в состав упразднённого Цимлянского сельсовета.

## Население
| 1989 | 1991 | 2002 | 2010 | 2013 | 2014 | 2021 |
| ---- | ---- | ---- | ---- | ---- | ---- | ---- |
| 90   | ↘78  | ↘0   | ↗4   | ↗6   | ↘4   | ↗6   |